# ADSL2+
ADSL2+ (zalecenie ITU-T G.992.5) jest ulepszoną wersją ADSL2, czyli technologii umożliwiającej asymetryczny dostęp do Internetu i będącej odmianą DSL. Pozwala osiągnąć większą prędkość niż ADSL2 przy tej samej długości linii, mimo to nadal ważną rolę gra tu odległość od urządzeń DSLAM (Digital Subscriber Line Access Multiplexer). Przepustowość ADSL2+ sięga 24Mb/s przy założeniu spełnienia wszystkich fizycznych wymagań (najbliższe położenie względem DSLAM). Ma szersze pasmo częstotliwości, tym samym szersze pasmo odpowiedzialne za wysyłanie danych (upstream) i pobieranie (downstream).